# 土橋亭里う馬 (9代目)
九代目 土橋亭 里う馬（どきょうてい りゅうば、1892年（明治25年）3月3日 - 1968年（昭和43年）12月5日）は、東京の落語家。本名：黒柳 吉之助。出囃子は『都囃子』。

## 経歴
1912年、最晩年の四代目橘家圓喬に入門。喬松（東喬とも）と名乗るが、入門から半年後に師匠圓喬が亡くなったため、活動写真の弁士になる。浅草帝国館で黒沢松声という弁士に入門するがこれも半年ほどで長続きしなかった。
四代目橘家圓蔵門下で落語家に復帰、ちょうど菊のシーズンだったので喜久蔵と名乗る。
1916年、稲蔵で二ツ目昇進。翌年ころ六代目金原亭馬生門下で四代目金原亭馬好と改名。だが、師匠馬生の妹と関係してしまい北海道に逃げ幇間に転向。1919年3月に八代目入船亭扇橋門下で、鯉之助を名乗る。1921年、11月に「東西落語会」で浮世戸平と改名し真打昇進。
1923年、関東大震災発生。当時東京の落語家は仕事が激減、戸平は下谷で幇間と兼業になる。また、本姓を「畔柳」から「黒柳」に変える。1924年ころ、八代目桂文治門下に移り、桂文兎を名乗る。1928年3月、桂文都に改名（大阪の文都と関連は不明）。この文都時代がもっとも安定していたと言われている。
1946年、日本芸術協会に加入。二代目桂小文治の門で桂文一となる。
1948年、五代目古今亭今輔の斡旋で、引退していた八代目土橋亭里う馬から里う馬の名跡を譲られ、九代目土橋亭里う馬を襲名する。
1963年頃に糖尿病による視力の低下で寄席の出演を引退。

## 芸歴
- 1912年
  - 四代目橘家圓喬に入門、「喬松」を名乗る。
  - 師匠圓喬が死去したため転職。
- 四代目橘家圓蔵に再入門、「喜久蔵」を名乗る。
- 1916年∶二ツ目昇進、「稲蔵」と改名。
- 1917年∶六代目金原亭馬生門下で「四代目金原亭馬好」と改名。
- 1919年3月∶八代目入船亭扇橋門下に移籍、「鯉之助」を名乗る。
- 1921年11月∶真打昇進、「浮世戸平」と改名。
- 1924年∶八代目桂文治門下に移り、「文兎」を名乗る。
- 1928年3月∶「桂文都」に改名。
- 1946年∶二代目桂小文治門下に移籍、「文一」となる。
- 1948年∶「九代目土橋亭里う馬」を襲名。
- 1963年頃∶引退。

## 人物
- 1963年頃まで寄席にも出ていたが、ほとんどが「毒演会」と自ら名付けた独演会を1935年から戦中・戦後とぎれとぎれにはなったものの1965年頃まで約26年間で約400回以上定期的に持ち、当時の落語界と一線を劃した。
  - 最初は貸席の上野梅川、その後貸席の本郷志久本と変わり戦後はいろいろなところで催された。
  - 末期は見台の上にネタ帳を置いて読みながらの口演で客の人数も十数人と散々なとなっていた。博学多彩で話術に秀で、孤高の噺家として熱狂的なファンを持っていた。
  - 毒演会でよくやっていたネタは「付き馬」「万病円」また一席の後「杉戸の蔭」や「雑話」と題した楽屋噺するのが恒例であった。
  - 尚「毒演会」と名付けた独演会は現在2代目快楽亭ブラックが同じ「毒演会」の名で行なっている。
- 筆まめで日記を付けることを日課としていた（通称「里う馬日記」）。季節ごとに友人や評論家、好事家に手紙、はがきを出すのも恒例でファンを獲得きっかけでもあった、友人でやりともよくしていた坊野寿山は「ハガキヨイショ（葉書ヨイショ）」と称した。
- 趣味は千社札の収集と制作。